# Chinurenina
La chinurenina è un metabolita del triptofano, utilizzato nella produzione della niacina. 
Si forma dalla N-formil-L-chinurenina in una reazione catalizzata dall'enzima arilformamidasi (numero EC 3.5.1.9). L'enzima chinureninasi ne catalizza la trasformazione in antranilato.